# Please Me
"Please Me" é uma canção gravada pela rapper americana Cardi B, em colaboração com o cantor americano Bruno Mars. Lançada em 15 de fevereiro de 2019, por intermérdio da Atlantic Records, foi produzida por Mars e The Stereotypes. A canção atingiu a quinta posição da Billboard Hot 100 em sua estreia, alcançando o número 3 de pico duas semanas mais tarde.

## Antecedentes e produção
Cardi B reativou seu Instagram para anunciar a colaboração em 14 de fevereiro, desativando seu perfil por alguns dias depois de receber críticas on-line em resposta ao sua vitória no Grammy de Melhor Álbum de Rap na edição de 2019 do prêmio. Cardi e Mars compartilharam a arte da capa do single em suas respectivas contas.
"Please Me" foi escrito por Cardi B, Bruno Mars, James Fauntleroy, Jonathan Yip, Ray Romulus, Jeremy Reeves e Ray McCullough II. A produção e a programação foram realizadas por Marte e os quatro últimos, conhecidos como The Stereotypes.

## Composição
"Please Me" é uma música de R&B descrita como "lenta e suave com estilo trap".

## Recepção crítica
Rhian Daly, da NME, elogiou a música dizendo que Cardi B "domina" a faixa, já que a maioria das músicas tem "o homem no centro", mas que com "Please Me", Cardi "domina o controle e garante que ela também está conseguindo o que quer". Daly também sentiu que "os vocais sedosos e implorantes de Bruno" mostram "R&B sensual", já que o rap de Cardi B é "algo muito mais bem avaliado". Daly descreveu o single como uma "mistura de moderno e clássico". Ao escrever para o Pitchfork, Michelle Kim criticou a música, dizendo que Mars "tenta fazer seu próprio hino", mas que "seu pedido parece dolorosamente seguro, como se um robô fosse programado para escrever sexts". Kim resumiu que a música tem um "ritmo estranho" e "definitivamente não é sexy o suficiente para tocar no quarto".

## Vídeo musical
O videoclipe estreou em 1º de março de 2019 no YouTube. Foi dirigido por Florent Dechard e Mars, e coreografado por Tanisha Scott, Phil Tayag e também Mars. No vídeo, Cardi está usando um visual inspirado em Selena, composto por uma jaqueta de couro roxa com franja e um bustiê.

## Apresentações ao vivo
"Please Me" foi apresentado pela primeira vez ao vivo por Cardi B no Houston Livestock Show and Rodeo em 1 de março de 2019.

## Prêmios e indicações
| Ano  | Cerimônia              | Categoria          | Resultado | Ref.   |
| ---- | ---------------------- | ------------------ | --------- | ------ |
| 2019 | BET Awards             | Vídeo do Ano       | Indicado  | [ 16 ] |
| 2019 | BET Awards             | Melhor Colaboração | Indicado  | [ 16 ] |
| 2019 | MTV Video Music Awards | Melhor Vídeo Pop   | Indicado  | [ 17 ] |

## Créditos

### Gravação
- Mixado nos estúdios MixStar, Virginia Beach, Virginia. Masterizado em Sterling Sound, Nova Iorque.

### Equipe
- Cardi B – vocal, composição
- Bruno Mars – vocal, composição, produção, guitarra, sintetizador de guitarra, programação
- The Stereotypes – produção, programação, composição
- James Fauntleroy – composição
- Christopher Brody Brown – guitarra, sintetizador de guitarra
- Byron "Mr. Talkbox" Chambers – vocais adicionais de fundo
- Charles Moniz – engenharia
- Serban Ghenea – mixagem
- Randy Merrill – masterização

## Desempenho comerciais
Nos Estados Unidos, "Please Me" estreou no número cinco na Billboard Hot 100, tornando-se a sétima música entre os dez primeiros de Cardi B e os décimo entre os dez primeiros de Mars na parada. Começou com 27,9 milhões de streams e estreou no número um na Digital Song Sales, com 51.000 downloads digitais vendidos, tornou-se o terceiro número um de Cardi B no último gráfico e o nono de Mars. Até agora, a música atingiu o número três.

### Tabelas semanais
| Tabela musical (2019)                    | Melhor posição |
| ---------------------------------------- | -------------- |
| Alemanha (Media Control Charts)          | 83             |
| Argentina (Monitor Latino)               | 9              |
| Austrália (ARIA)                         | 22             |
| Bélgica (Ultratop 50 de Flanders)        | 56             |
| Bélgica (Ultratop 40 de Valônia)         | 52             |
| Bolívia (Monitor Latino)                 | 16             |
| Brasil (Crowley Charts)                  | 80             |
| Canadá (Canadian Hot 100)                | 12             |
| Canadá (CHR/Top 40)                      | 19             |
| Canadá (Hot AC)                          | 19             |
| Chile (Monitor Latino)                   | 2              |
| China (Billboard)                        | 22             |
| Colômbia (National-Report)               | 40             |
| Dinamarca (Hitlisten)                    | 37             |
| Eslováquia (IFPI)                        | 25             |
| Espanha (PROMUSICAE)                     | 94             |
| Escócia (The Official Charts Company)    | 26             |
| Estados Unidos (Billboard 200)           | 3              |
| Estados Unidos (Adult Top 40)            | 37             |
| Estados Unidos (Dance Club Songs)        | 42             |
| Estados Unidos (Dance/Mix Show Airplay)  | 24             |
| Estados Unidos (Hot R&B/Hip-Hop Songs)   | 1              |
| Estados Unidos (Pop Songs)               | 14             |
| Estados Unidos (Rhythmic Songs)          | 1              |
| Europa (Billboard)                       | 13             |
| França (SNEP)                            | 116            |
| Grécia (IFPI Grécia)                     | 14             |
| Hungria (Single Top 40)                  | 22             |
| Hungria (Stream Top 40)                  | 25             |
| Irlanda (IRMA)                           | 21             |
| Japão (Japan Hot 100)                    | 32             |
| Letônia (LAIPA)                          | 27             |
| Líbano (Lebanese Top 20)                 | 12             |
| Lituânia (AGATA)                         | 12             |
| México (Billboard Mexico Inglés Airplay) | 40             |
| Países Baixos (Dutch Tipparade)          | 3              |
| Nova Zelândia (Recorded Music NZ)        | 12             |
| Países Baixos (Dutch Top 40)             | 73             |
| Peru (Monitor Latino)                    | 2              |
| Portugal (AFP)                           | 35             |
| Reino Unido (UK Singles Chart)           | 12             |
| Reino Unido (UK R&B Chart)               | 13             |
| República Checa Rádio Top 100)           | 56             |
| Romênia (Airplay 100)                    | 69             |
| Singapura (RIAS)                         | 23             |
| Suécia (Sweden Top 100)                  | 74             |
| Suíça (Schweizer Hitparade)              | 57             |

| Tabela musical (2017)                        | Melhor posição |
| -------------------------------------------- | -------------- |
| Estados Unidos (Billboard Hot 100)           | 37             |
| Estados Unidos (Billboard R&B/Hip-Hop Songs) | 17             |
| Estados Unidos (Billboard Rhythmic)          | 23             |

| Região                                                       | Certificação | Vendas     |
| ------------------------------------------------------------ | ------------ | ---------- |
| Canadá (Music Canada)                                        | Ouro         | 40,000‡    |
| Estados Unidos (RIAA)                                        | 2× Platina   | 2,000,000‡ |
| Reino Unido (BPI)                                            | Prata        | 200,000‡   |
| ‡vendas+valores de streaming baseados apenas na certificação |              |            |